# グウィン (DD-71)
|          |                                                                        |
| 艦歴     |                                                                        |
| 発注     |                                                                        |
| 起工     | 1917年6月21日                                                          |
| 進水     | 1917年12月22日                                                         |
| 就役     | 1920年3月18日                                                          |
| 退役     | 1922年6月28日                                                          |
| その後   | 1939年3月16日にスクラップとして売却                                    |
| 除籍     | 1937年1月25日                                                          |
| 性能諸元 |                                                                        |
| 排水量   | 基準：1,020トン 常備：1,125トン                                        |
| 全長     | 96.2 m (315 ft 6 in) 水線長：93.88 m (308 ft)                          |
| 全幅     | 9.52 m (31 ft 3 in)                                                    |
| 吃水     | 2.44 m (8 ft) 最大：3.5 m (11 ft 6 in)                                 |
| 機関     | ソーニクロフト重油専焼缶、パーソンズ式ギアードタービン、2軸、20,000shp |
| 最大速   | 30ノット (56 km/h)                                                     |
| 航続距離 |                                                                        |
| 乗員     | 100名                                                                  |
| 兵装     | 50口径4インチ砲4門 28mm対空機銃 1門 21インチ魚雷発射管12基             |

グウィン（USS Gwin, DD-71）は、アメリカ海軍の駆逐艦。コールドウェル級駆逐艦の1隻。艦名は南北戦争時の海軍士官であるウィリアム・グウィン少佐に因む。その名を持つ艦としては2隻目。

## 艦歴
グウィンは1917年6月21日にワシントン州シアトルのシアトル・コンストラクション・アンド・ドライドック社で起工する。1917年12月22日にジェームズ・S・ウッズ夫人によって命名、進水し、1920年3月18日にピュージェット・サウンドで艦長H・H・ボウゼン少佐の指揮下就役した。
グウィンは4月26日にピュージェット・サウンドを出航し、カリフォルニア州の港を訪問した後パナマ運河を通過し、6月2日にロードアイランド州ニューポートに到着した。グウィンは東海岸沿いに南はサウスカロライナ州チャールストンまでの海域で作戦活動に従事した。
グウィンは1922年6月28日にフィラデルフィア海軍工廠で退役した。その後も予備役状態で保管され、1937年1月25日に除籍された。船体は1939年3月16日にメリーランド州ボルチモアのユニオン・シップビルディング・カンパニーにスクラップとして売却された。